# Ganso-cinzento
Ganso-cinzento-australiano ou ganso-cinzento (Cereopsis novaehollandiae), às vezes também conhecido como ganso-de-cape-barren, é uma espécie de ganso endêmica do sul da Austrália. É uma ave grande e cinzenta distinta que é principalmente terrestre e não está intimamente relacionada a outros membros existentes da subfamília Anserinae.